# Pierre-Joseph Laude
Pierre-Joseph Laude (Lagnicourt, Pas-de-Calais, 26 februari 1794 - Brugge, 6 januari 1870) was bibliothecaris van de stad Brugge.

## Levensloop
Laude was de zoon van de kleermaker Ghislain Laude (†1806) en Marie Grenier (†1827). Na zijn middelbare studies in Arras, behaalde hij een graad van 'bachelier' en een 'certificat d'aptitude' in 1814 en in 1818 kwam hij zich in Brugge vestigen. Net als Pierre-Jacques Scourion en net als Nicolas Deschamps (Saint-Dizier, 1769 - Brugge, 1847), de voornaamste oprichter van het atheneum in Brugge, was hij ingetreden bij de oratorianen, zonder priester te worden. Deschamps nodigde hem naar Brugge uit en bezorgde hem een betrekking als studiemeester en vervolgens als leraar. Laude burgerde onmiddellijk in en werd al in 1819 als lid aanvaard in de Société Littéraire. Hij volgde vanaf 1821 ook lessen aan de universiteit van Gent en was in 1824 baccalaureus in de wijsbegeerte. Hij werd leraar Grieks en letterkunde aan het koninklijk atheneum, terwijl hij verder in Gent lessen bleef volgen en in 1835 kandidaat in de rechten werd. In 1839 liet hij zich tot Belg naturaliseren.
Poësisleraar geworden, trouwde Laude in 1829 met Adèle-Isabelle Englebert (°1807). Ze was de dochter uit het tweede huwelijk van de hoedenmaker Gabriel Englebert (1758-1825), die een groot gezin had. De getuigen van Laude waren twee collega's uit het atheneum: de ereleraar Nicolas Deschamps en de retoricaleraar Charles-Adolphe Blondel (†1871), die in 1854 inspecteur-generaal van het middelbaar onderwijs zou worden. De halfbroer van Adèle, Edouard Englebert (1792-1854), zette de activiteit als hoedenfabrikant verder en het was in zijn woning op de Markt dat het kinderloze gezin Laude-Englebert kwam inwonen en ze de tien kinderen van de broer en zijn echtgenote Marie Thonet (188-1852) zag opgroeien. Adèle verzorgde zeer waarschijnlijk de oppas van haar broer en van de jongste nog thuis verblijvende kinderen, toen het huwelijk op de klippen liep en Marie Thonet in 1846 het echtelijke dak verliet. Een van die kinderen, Oscar Englebert (1837-1912), werd de stichter van het bedrijf van rubber voorwerpen in Luik, dat zou uitgroeien tot de Bandenfabriek Englebert. Een andere, Frédéric Englebert, werd officier en vond een verbeterde kogel uit, la balle Englebert. Een dochter, Adèle Englebert (1821-1912), trouwde met de Brugse zoutzieder Adolphe Herreboudt (1813-1885) en was de moeder van onder meer de flamboyante advocaat Joseph Herreboudt (1841 - ca. 1921).
Laude had ook een kostschool geopend die hij vanaf 1841-42 de naam 'Pensionnat de l'Athénée' mocht geven. Op loopafstand van het atheneum gevestigd (in het huis op de Markt?) werden de leerlingen door een vertrouwensman begeleid op de weg van en naar de school.
In januari 1843 werd hij door de gemeenteraad tot stadsbibliothecaris benoemd, met veertien stemmen tegen zeven die naar boekhandelaar Felix De Pachtere gingen. Hij bleef onderwijs en bibliotheek tot in 1851 cumuleren.
Gedurende bijna dertig jaar leidde Laude de bibliotheek op een wijze die door elkeen als voorbeeldig werd beschreven. Hij besteedde grote zorg aan het ontsluiten en bruikbaar maken van het depot waarover hij de zorg had. Zijn eerste werk was het opstellen van een volledig nieuwe catalogus, die in 1847 verscheen. In 1859 volgde de catalogus van de handschriften. In 1863 verscheen een eerste supplement op de catalogus van de boeken.
Laude knoopte vriendschap aan met lokale intellectuelen, die met plezier hun boeken of artikels in overdruk schonken. De wat zonderlinge Thomas Forster was een onder hen. Vooral met John Steinmetz voelde hij zich een zielsverwant, en die vriendschap droeg er veel toe bij dat Steinmetz zijn aanzienlijke collectie prenten en tekeningen niet aan een of andere prestigieuze bibliotheek, maar aan die van Brugge schonk.
Laude was agnost geworden, maar na vele discussies met zijn vriend Steinmetz, waarbij hij het leek te halen en hem naar het ongeloof bracht, bekeerde deze zich tot het katholicisme en als vurige bekeerling bracht hij zelfs Laude tot de geloofspraktijk terug.

## Publicaties
- Catalogue méthodique de la bibliothèque publique de Bruges, précédé d'une notice historique sur ce dépôt, Brugge, Alph. Bogaert, 1847.
- Catalogue méthodique, descriptif et analytique des manuscrits de la bibliothèque publique de Bruges, Brugge, Tanghe, 1859.
- Supplément au catalogue de la bibliothèque publique de Bruges, Brugge, 1863.